# Bernat d'Almúnia

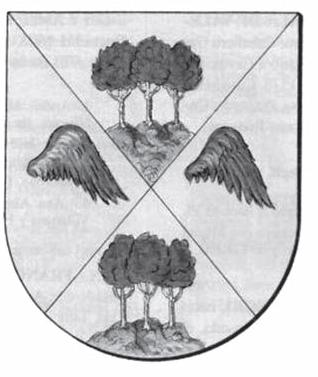
Escut de la Família Almúnia, originària d'Aragó.

Bernat d'Almúnia, primer Senyor de Xeraco per privilegi atorgat en Xelva el 4 d'octubre de 1473.
Nomenat Justícia Civil de València en 30 d'octubre de 1465. Conseller i familiar de Joan II d'Aragó per privilegi donat el 9 de juny de 1475 i Clavari por l'Estament i Braç Militar en 1490. Es casà amb Na Violant de Castellví i Tolsa (Filla de Lluís de Castellví i Joan, Senyor de Benimuslem, Justícia Major de València, i d'Elionor Tolsa).